# عرقون ثلاثي الأقسام
عرقون ثلاثي الأقسام (الاسم العلمي:Euphrasia trifida) هي نوع نباتي يتبع جنس العرقون من الفصيلة الجعفيلية.  